# Lope de Vega
Lope de Vega Carpio (Madrid, 25 de novembre de 1562 - 27 d'agost de 1635) va ser un dramaturg i poeta castellà del període barroc, considerat un dels més importants de l'anomenat segle d'or de la literatura en llengua castellana. El volum d'obres teatrals que va escriure arriba a les 1.500 o 2.500, de les quals una impressionant quantitat de 425 ha sobreviscut fins avui. També va signar un gran nombre d'obres dramàtiques i poètiques d'extensió menor. Va ser nomenat familiar del Sant Ofici el 1612, càrrec que era el nivell més baix dins de l'organització, tot i que l'única participació de Lope de Vega en un procés de la Inquisició, de la que es té notícia, va ser a Catalunya contra un monjo franciscà.

## Biografia

### Formació i primers passos com a escriptor
Lope va estudiar al Col·legi Imperial de Madrid, regentat pels jesuïtes, on va aprendre gramàtica i retòrica. Als dotze anys, ja escrivia comèdies i traduïa obres clàssiques al castellà. Posteriorment, va cursar estudis a la Universitat d’Alcalá, però no va obtenir cap títol acadèmic. La seva joventut també es va veure marcada per aventures amoroses, com la seva relació amb María de Aragón, amb qui va tenir la seva primera filla. Aquesta etapa ja mostra el caràcter apassionat i impulsiu que definiria la seva vida i obra.
Lope va compaginar l’escriptura amb treballs com a secretari de nobles, però la seva vida personal el portava sovint a situacions conflictives. Una d’elles va ser el seu intens amor per Elena Osorio, “Filis” en els seus versos, que va acabar amb un judici per difamació i el seu desterrament de la cort durant vuit anys. Aquest conflicte, fruit d’una passional ruptura amorosa, va inspirar part de les seves creacions posteriors i va marcar una època turbulenta en la seva vida.

### Consolidació professional i viatges
Malgrat els seus problemes legals, Lope va continuar escrivint i perfeccionant el seu estil. Va servir com a soldat a la Batalla de l’Illa Terceira el 1583 i, més tard, va participar en l’Armada Invencible, experiència que també influí en la seva obra. Aquestes aventures no sols van ampliar la seva visió del món, sinó que també van aportar temes i experiències a les seves obres literàries.
El seu retorn a València el va posar en contacte amb altres autors destacats de l'època i el va ajudar a consolidar-se com a dramaturg. En aquesta ciutat, va formar part de cercles literaris que li van permetre desenvolupar un estil únic i innovador. Va introduir canvis significatius al teatre espanyol, com la ruptura amb les unitats aristotèliques de lloc, temps i acció, donant lloc a històries més dinàmiques i properes al públic. Les seves obres sovint combinaven elements seriosos amb personatges còmics, aportant frescor i dinamisme. Entre les seves influències, destaquen autors clàssics com Plaute i Terenci, així com contemporanis com Juan del Encina i Vicente Espinel.

### Amors i vida familiar
La vida amorosa de Lope va ser tan intensa com la seva producció literària. Es va casar per primer cop amb Isabel de Urbina, anomenada “Belisa” en els seus versos, amb qui va tenir dues filles. Malauradament, Isabel va morir de sobrepart, deixant Lope sumit en una profunda tristesa. Anys més tard, es va casar amb Juana de Guardo, una dona d’origen humil, amb qui també va tenir descendència. Aquest matrimoni, aparentment de conveniència, no va impedir que Lope mantingués relacions amb altres dones.
Micaela de Luján, una actriu de gran bellesa, va ser una de les seves amants més destacades. Amb ella, Lope va tenir cinc fills, i molts dels seus poemes reflecteixen aquesta apassionada relació. Marta de Nevares, la seva última gran passió, també va tenir un paper crucial en els últims anys de la seva vida. Aquesta relació, marcada per l’amor i el dolor, es va veure afectada per les malalties de Marta, que va acabar cega i perdent la raó. Tot i les dificultats, Marta es va convertir en una múusa essencial per a Lope.

### Consagració literària i sacerdoci
El 1609, Lope va publicar l’“Arte nuevo de hacer comedias”, un manifest on defensava un teatre més popular i accessible. Aquest text va establir les bases del teatre barroc espanyol i va consolidar la seva reputació com a “Fènix dels Enginys”. En aquest manifest, Lope argumentava que el teatre havia d’adaptar-se als gustos del públic, trencant amb les estrictes normes clàssiques.
El 1614, després de diverses tragèdies personals, incloent-hi la mort de la seva esposa Juana i del seu fill predilecte Carlos Félix, Lope va decidir ordenar-se sacerdot. Aquesta decisió no va suposar un trencament amb la seva activitat literària, però sí que va influir en el to de la seva obra, que es va tornar més introspectiva i religiosa. Malgrat la seva condició sacerdotal, Lope va continuar mantenint relacions amoroses, fet que va generar crítiques i conflictes interns.

### Éxits i conflictes
Lope va tenir relacions complexes amb altres autors del seu temps. Va destacar la seva rivalitat amb Luis de Góngora, amb qui va intercanviar crítiques literàries. Aquestes disputes van enriquir el panorama literari del Segle d’Or, tot i que sovint derivaven en atacs personals. Alhora, mantenia amistat amb Francisco de Quevedo i altres figures destacades, amb qui compartia inquietuds literàries i ideològiques.
La seva obra va incloure una gran varietat de gèneres: des de la poesia lírica fins a la novel·la pastoril i l'épica. Entre les seves creacions més destacades es troben “Fuenteovejuna”, “El caballero de Olmedo” i “Peribáñez y el comendador de Ocaña”. Aquestes obres reflecteixen la seva habilitat per captar les emocions humanes i adaptar-se als gustos del seu públic.
En els seus últims anys, Lope va patir pèrdues significatives, com la mort del seu fill Lope Félix i la seva filla Antonia Clara, que es va fugar amb un cavaller. Aquestes tragèdies, juntament amb la decadència física i la ceguera de Marta de Nevares, van fer que els seus darrers anys fossin marcats per la tristesa i la reflexió. Lope de Vega va morir el 27 d’agost de 1635 a Madrid.

## Obra

### Narrativa
La primera història que va escriure, La Arcadia (1598), és una novel·la infantil en la qual va incloure nombrosos poemes; de fet, l'èxit de l'obra va venir donat precisament per aquests versos.
Los pastores de Belén (1612) és una altra novel·la pastoral, però «a la manera divina»; hi va incloure, de nou, nombrosos poemes sacres.
Entre aquestes dues, va aparèixer la novel·la bizantina El peregrino en su patria (1604), que es distingeix de les altres peces del gènere perquè transcorre íntegrament a Espanya i inclou quatre actes sacramentals.
La Filomena i La Circe són col·leccions poètiques que contenen quatre novel·les curtes de tipus italià, dedicades a Marta de Nevares, i que se solen editar sota el títol de Novelas a Marcia Leonarda, sobrenom que va donar a la seva amant en diversos textos.
A la tradició de La Celestina, la comèdia humanística en llengua vulgar, s'adscriu La Dorotea, "acció en prosa", en què narra en forma dialogada els seus frustrats amors juvenils amb Elena Osorio, amb un aprimorat estil popular.
Per altra banda, es pensa que va poder intervenir al costat d'altres autors, especialment Pedro Liñán de Riaza, en l'elaboració de la segona part del Quixot, signada per un inexistent Alonso Fernández de Avellaneda.

### Lírica

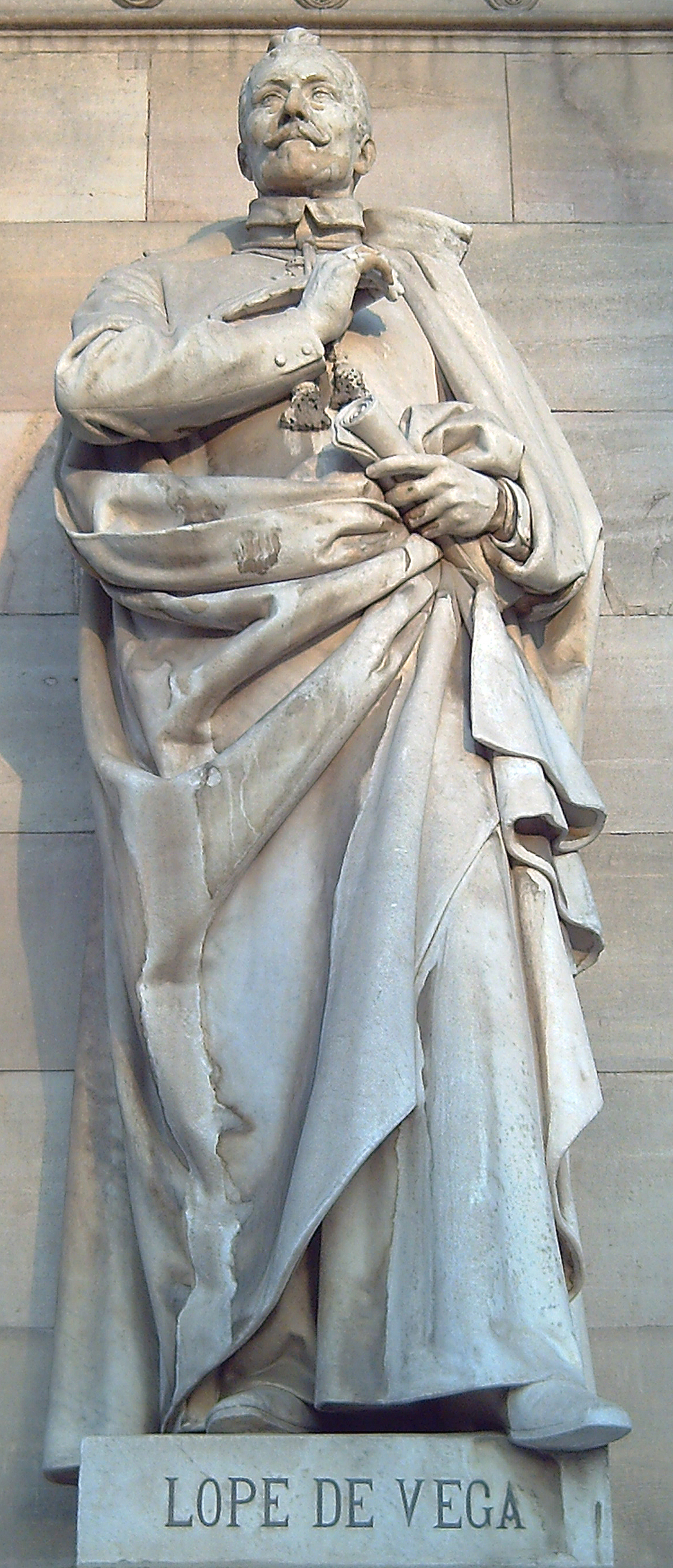
Estàtua a Madrid, per Manel Fuxà i Leal (1892)

La seva obra poètica va usar de totes les formes possibles i el va atreure per igual la lírica popular, que va inserir amb freqüència en les seves comèdies, i la culta de Góngora, encara que, en general, va defensar el «vers clar», ja que el seu ideal poètic consistia en un culte purisme que imbricava al mateix temps l'enginy de la lírica cançonera del XV, la tradició d'El Romancero i l'elegància dels mestres italians.
Va compondre, fora de La Filomena i La Circe abans citades, tres grans col·leccions de versos lírics: Rimas (1604), Rimas sacras (1614) i les Rimas humanas y divinas de Tomé Burguillos (1634). Aquests llibres s'inscriuen en el corrent líric denominat petrarquisme.
A part d'aquests llibres lírics, van aparèixer d'altres més escampats que cal també ressenyar: La hermosura de Angélica, con otras diversas rimas, 1602. Cuatro soliloquios, 1612, sota el pseudònim de Gabriel Padecopeo. Romancero espiritual, 1619 (32 romanços devots extrets la majoria del seu Los Pastores de Belén i de Rimas sacras), Triunfos divinos, con otras Rimas sacras, 1625, Soliloquios amorosos de un alma a Dios (1626) i Laurel de Apolo, con otras rimas (1630), en què es passa revista, com ja havia fet Cervantes en el seu Viaje del Parnaso, al panorama poètic del seu temps. No existeix edició moderna accessible d'aquesta obra.

### Dramàtica

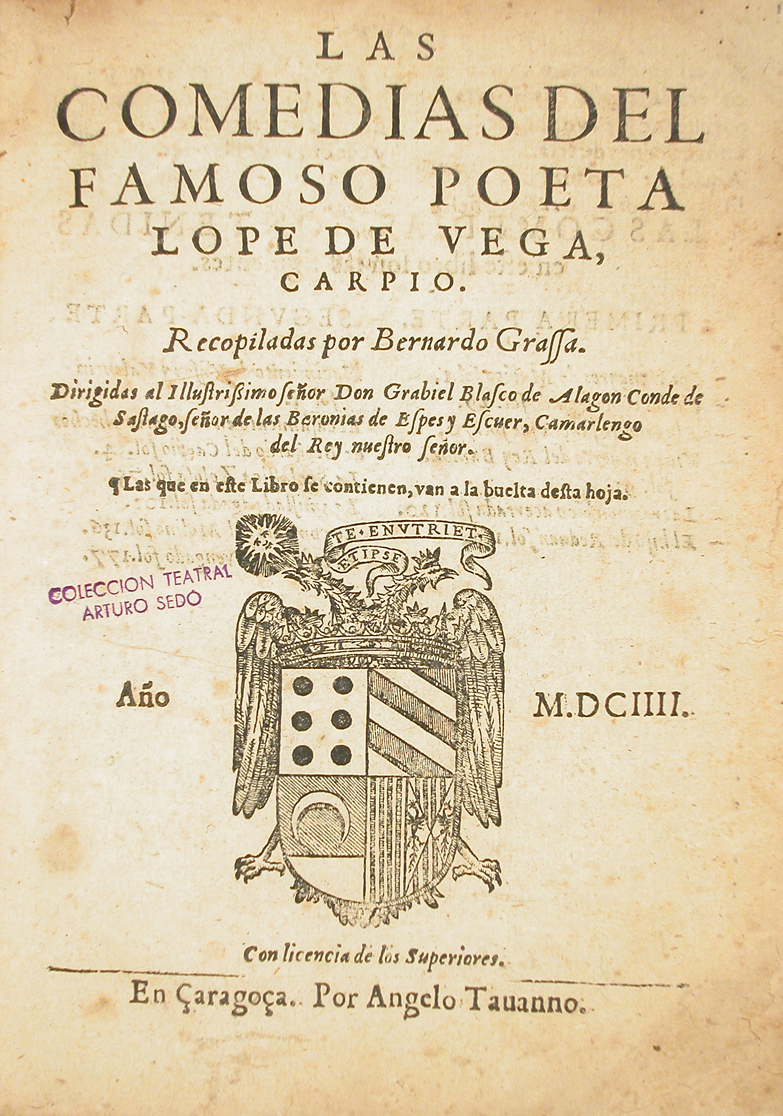
Portada de Las comedias del famoso poeta Lope de Vega Carpio, 1603 (conservat al MAE)

Juan Pérez de Montalbán, escriptor de comèdies deixeble seu, afirma en el seu Fama póstuma que va escriure unes mil vuit-centes comèdies i quatre-centes actuacions sacramentals, de les quals s'ha perdut una gran part. El mateix autor va ser més modest i en les seves obres va estimar que havia escrit unes mil cinc-centes, cosa que pot entendre's incloent fins i tot les actuacions sacramentals i altres obres escèniques; però, tanmateix, resulta una xifra molt elevada.
En destaquen les següents: Peribáñez y el Comendador de Ocaña (1610), Fuenteovejuna (1612-1614), La dama boba (1613), Amar sin saber a quién (1620-1622), El mejor alcalde, el rey (1620-1623), El caballero de Olmedo (1620-1625), La moza de cántaro, Por la puente, Juana (1624-1630) i El castigo sin venganza (1631).
El seu estil s'anomena comèdia nova perquè trenca les normes clàssiques del teatre, així barreja episodis còmics i dramàtics i no atén la regla de les tres unitats (explicar una sola acció en un sol indret durant 24 h). El seu objectiu principal, com va resumir en Arte nuevo de hacer comedias en este tiempo, el seu llibre sobre preceptiva, és entretenir el públic i per a aquest fi qualsevol mitjà és lícit, allunyant-se dels límits que va imposar Aristòtil.
Marcelino Menéndez Pelayo va dividir les seves obres segons el tema en: drames d'honor, obres sobre la venjança, drames històrics, obres inspirades en el Romancero, drames ambientats a l'estranger, comèdies de costums, comèdies de capa i espasa, obres de tipus bucòlic, obres sobre mitologia i teatre religiós.
El gener de 2014, el professor Alejandro García Reidy va localitzar l'obra Mujeres y criados, que es donava per perduda. El manuscrit es conserva a la Biblioteca Nacional d'Espanya.

## Recepció contemporanea
El seu poder com a dramaturg va ser reconegut per la crítica de l'època, amb figures com el dramaturg i teòric del teatre Juan Boscán, qui va elogiar la seva capacitat per escriure obres que combinaven diversió i profunditat. A més, Lope de Vega va obtenir el favor de la Cort i del rei Felip IV, que va protegir la seva producció literària.
No obstant això, va generar també crítiques, sobretot d'autors com Tirso de Molina i, més tard, de la generació de clàssics com Calderón de la Barca, que van qüestionar la seva tècnica i la seva dedicació excessiva a la producció massiva d'obres.
Aquesta recepció de Lope durant la seva vida va ser un reflex de la seva gran influència, però també de la seva capacitat per generar controvèrsia, en un context literari en què les convencions estètiques i les normes teatrals eren en plena evolució. Les seves obres van deixar una petja profunda, que es manté en la literatura i el teatre fins als nostres dies.

## Obres basades en les de Lope de Vega i sobre l'autor

### Obres musicals
- Das unmöglichste Ding (1684), òpera en tres actes de Johann Philipp Förtsch, amb llibret de Lucas von Bostel a partir de la comèdia El mayor imposible.
- Das Unmöglichste von allem (1897), òpera còmica amb música d'Anton Urspruch sobre El mayor imposible.
- Sedlák Jakub (El pagès Jakob, 1922), òpera còmica en tres actes amb música d'Oskar Nedbal i llibret de Ladislav Novák, sobre El villano en su rincón.
- Doña Francisquita (1923), sarsuela amb música d'Amadeu Vives, amb llibret de Federico Romero i Guillermo Fernández-Shaw a partir de La discreta enamorada.
- La villana (1927), sarsuela amb música d'Amadeu Vives, amb llibret de Federico Romero i Guillermo Fernández-Shaw a partir de Peribáñez y el comendador de Ocaña.
- La rosa del azafrán (1930), sarsuela amb música de Jacinto Guerrero i llibret de Federico Romero Sarachaga y Guillermo Fernández-Shaw Iturralde sobre El perro del hortelano.
- La dama boba (1939), òpera amb música d'Ermanno Wolf-Ferrari, amb llibret de Mario Ghisalberti sobre La dama boba.
- Música incidental de Daniel Lesur per a La estrella de Sevilla (1941).
- Die schlaue Susanne (Susanna la llesta, 1952), òpera en vuit quadres amb música i llibret de Franz Xaver Lehner, sobre La discreta enamorada.
- El hijo fingido (1954), sarsuela amb música de Joaquín Rodrigo, amb llibret de l'autor i de Victoria Kahmi, de la comèdia El hijo fingido.
- Font-aux-cabres (1962), òpera en tres actes amb música de Salvador Bacarisse, amb llibret de Jean Camp i Jean Cassou, sobre Fuenteovejuna.
- Fuenteovejuna, música escènica d'Adolfo Morpurgo.
- Fuenteovejuna (1967), òpera en dos actes, inacabada, amb llibret de Luis de Castresana, Juan Antonio Zunzunegui i música de Francisco Escudero.
- Fuenteovejuna (1981), sarsuela amb música de Manuel Moreno-Buendía i text de José Luis Martín de Descalzo, sobre l'obra del mateix títol.
- C'ekvis mascavlebeli (El mestre de ball, 1982), òpera en tres actes amb música de Vaza Azarasvili i llibret de L. Cubabria, sobre El maestro de danza.

### Pel·lícules
- El perro del hortelano (1996), pel·lícula dirigida per Pilar Miró sobre la comèdia homònima.
- Lope (2011), pel·lícula biogràfica sobre l'autor, centrada en la vida amorosa de la seva joventut.

### Novel·la
- Harry Turtledove. Ruled Britannia (2002), novel·la ucrònica en què Lope de Vega col·labora amb William Shakespeare, en una Anglaterra conquerida per Felip II d'Espanya.